# Лимоне сул Гарда
Лимоне сул Гарда (итал. Limone sul Garda) је насеље у Италији у округу Бреша, региону Ломбардија.
Према процени из 2011. у насељу је живело 1151 становника. Насеље се налази на надморској висини од 87 м.

## Становништво
Према резултатима пописа становништва 2011. у општини је живело 1.151 становника.
| 1951. | 1961. | 1971. | 1981. | 1991. | 2001. | 2011. |
| ----- | ----- | ----- | ----- | ----- | ----- | ----- |
| 744   | 831   | 947   | 989   | 989   | 1.033 | 1.151 |